# Гладченко, Владимир Александрович
Влади́мир Алекса́ндрович Гла́дченко (22 октября 1937, Великая Белозёрка, Днепропетровская область — 26 мая 2011, Астрахань) — советский и российский тренер по гандболу, основатель астраханской гандбольной школы. Заслуженный тренер РСФСР (1980). Заслуженный тренер СССР (1989). Почётный гражданин города Астрахани (1997).

## Биография
Владимир Гладченко родился 22 октября 1937 года в селе Великая Белозёрка Великобелозёрского района (ныне Запорожской области).
В 1959 году закончил Тамбовское военное авиационное радиотехническое училище. В 1956 году начал играть в гандбол нападающим в команде авиационного училища. По окончании военного училища проходил военную службу на Балхаше, затем в г. Ахтубинске Астраханской области. Здесь, работая инженером в ахтубинском НИИ авиационной промышленности, организовал первую команду по гандболу. С конца 1960-х годов до 1978 года команда, участвуя в районных и областных соревнованиях, набирала спортивное мастерство. В 1975 году окончил Киевский институт гражданской авиации.
В 1978 году Владимир Гладченко переезжает в г. Астрахань и на базе Астраханского научно-исследовательского института вычислительной техники и устройств создаёт команду «Заря». В 1976 году перешёл полностью на тренерскую работу.
В. А. Гладченко ушёл из жизни 26 мая 2011 года в г. Астрахани. Постановлением Правительства Астраханской области от 29 сентября 2011 года, СДЮСШОР № 7 г. Астрахани присвоено имя Владимира Александровича Гладченко.

## Тренерская работа
- 1973—1977 — старший тренер команды г. Ахтубинска.
- 1978—1986 — старший тренер команды «Заря» (г. Астрахань).
- С 1986 года — старший тренер команды «Динамо» (г. Астрахань) (с 2007 года команда называется «Заря Каспия»).
- С апреля 2010 по май 2011 года — тренер-консультант гандбольного клуба «Заря Каспия».

В 1985 году команда впервые в истории астраханского гандбола вышла в высшую лигу Чемпионата СССР (команда выступала под знаменем ВФСО «Динамо»), а в 1990 году стала чемпионом СССР. Под руководством В. А. Гладченко команда трижды становилась серебряным призёром страны (1989, 1991, 1999), дважды выигрывала бронзовые награды (1992, 1995).
Одновременно являлся старшим тренером юношеской сборной РСФСР по гандболу (1977—1982), молодёжной сборной СССР (1983—1981), которые неоднократно становились призёрами чемпионатов мира; тренером сборной СССР (1986—1991).
За годы руководства командой Гладченко В. А. воспитал немало мастеров спорта, мастеров спорта международного класса. Воспитанниками Владимира Александровича являются Олимпийские чемпионы Игорь Чумак, Андрей Тюменцев, Лев Воронин, Василий Кудинов, Вячеслав Атавин, Олег Киселёв.

## Награды и звания
- Заслуженный тренер СССР (1989)
- Заслуженный тренер РСФСР (1980)
- медаль «За трудовое отличие»
- медаль ордена «За заслуги перед Отечеством» I степени (2001) — за большой вклад в развитие физической культуры и спорта, высокие спортивные достижения на Играх XXVII Олимпиады 2000 года в Сиднее;[4]
- медаль ордена «За заслуги перед Отечеством» II степени (1998) — за заслуги в развитии физической культуры и спорта;[5]
- Орден «За заслуги перед Астраханской областью» (2001) — за достигнутые трудовые успехи, многолетнюю плодотворную работу и большой вклад в социально-экономическое развитие области;[6]
- Почётный гражданин города Астрахани (1997) — за большой вклад в экономическое, социальное и духовное развитие города[1]